# تپه و گورستان شمس‌آباد
تپه و قبرستان شمس‌آباد مربوط به عصر مس - دوره قاجار است و در شهرستان هرسین، بخش بیستون، دهستان شیرز، ۲۰۰ متری جنوب غرب روستای شمس‌آباد واقع شده و این اثر در تاریخ ۲۶ اسفند ۱۳۸۷ با شمارهٔ ثبت ۲۵۷۲۴ به‌عنوان یکی از آثار ملی ایران به ثبت رسیده است.